# Kolana Rock
Pour l’article homonyme, voir Kolana.
Kolana Rock est un sommet de la Sierra Nevada, aux États-Unis. Il culmine à 1 759 mètres d'altitude dans le comté de Tuolumne, en Californie. Il est protégé au sein de la Yosemite Wilderness, dans le parc national de Yosemite.

## Dans la culture

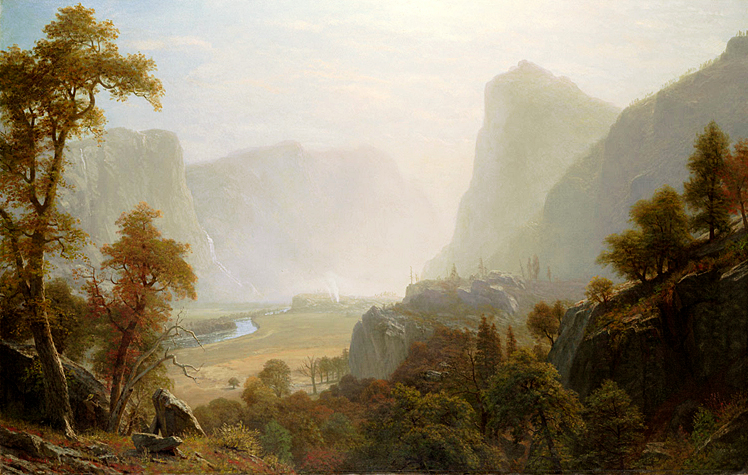
Kolana Rock dans la peinture The Hetch-Hetchy Valley, California d'Albert Bierstadt, vers 1874-1880.